# Liste von Unterseebooten der Bundeswehr
Diese Liste behandelt ausschließlich U-Boote der Bundeswehr. Siehe daher auch: Liste der U-Boot-Klassen nach Staaten, Liste deutscher U-Boot-Klassen, Liste deutscher U-Boote (1906–1919), Liste deutscher U-Boote (1935–1945)/U 1–U 250 und Liste der Schiffe der Bundeswehr.
Die Bundesrepublik Deutschland baute nach 1955 die U-Boot-Waffe als Teil der Bundesmarine langsam wieder auf. Da die Kosten für Nuklear-U-Boote mit ca. 1,4 Milliarden US-Dollar zu hoch für den deutschen Etat sind und anfangs ein Maximalgewicht von 350 Tonnen pro U-Boot galt, wurden von Anfang an fortschrittliche konventionelle U-Boote entwickelt. Die neuen Boote der Deutschen Marine mit Brennstoffzelle stellen die technologische Spitze des konventionellen U-Boot-Baus dar. Ab 1962 erfolgte die traditionelle Nummerierung der U-Boote wieder von Neuem.

## Liste deutscher U-Boote nach 1945

### Außer Dienst gestellte U-Boote
| Bezeichnung                    | Klasse                                                    | Indienststellung  | Außerdienststellung | Bemerkung |
| ------------------------------ | --------------------------------------------------------- | ----------------- | ------------------- | --- |
| U 2365 – S 170 (U-Hai)         | Typ XXIII (Klasse 240)                                    | 15. August 1957   | 24. September 1966  | 8. Mai 1945 selbst versenkt, 1956 gehoben und von HDW überholt, 14. September 1966 gesunken und nach erneuter Bergung außer Dienst gestellt. |
| U 2367 – S 171 (U-Hecht)       | Typ XXIII (Klasse 240)                                    | 1. Oktober 1957   | 30. September 1968  | 9. Mai 1945 selbst versenkt, 1956 gehoben und von HDW überholt |
| U 2540 – Y 880 (Wilhelm Bauer) | Typ XXI (Klasse 241)                                      | 1. September 1960 | 26. April 1968      | 1945 selbst versenkt, 1957 gehoben und von HDW überholt. Nach der Außerdienststellung noch bis 1982 unter Bundesdienstflagge und zivil besetzt für die WTD 71 als Erprobungsträger und für die Marine zur Zieldarstellung im Einsatz |
| U 1 – S 180 (I)                | Klasse 201                                                | 20. März 1962     | 22. Juni 1963       | Aufgrund von Korrosionsproblemen des neuen amagnetischen Stahls vorzeitig außer Dienst gestellt und durch einen Neubau der Klasse 205 ersetzt. Vor Indienststellung des Neubaus nach Umbau noch als Erprobungsträger für Hecktorpedorohre und Drahtlenktorpedos verwendet. |
| U 2 – S 181 (I)                | Klasse 201                                                | 3. Mai 1962       | 15. August 1963     | Aufgrund von Korrosionsproblemen des neuen amagnetischen Stahls vorzeitig außer Dienst gestellt und durch einen Neubau der Klasse 205 ersetzt. |
| U 3 – S 182                    | Klasse 201                                                | 20. Juni 1962     | 15. September 1967  | Vor Übernahme durch die Bundesmarine als KNM Kobben an Norwegen verliehen (1962–1964). Danach Schulboot der Ubootlehrgruppe Neustadt. |
| Hans Techel – S 172            | U-Boot-Klasse 202                                         | 10. Oktober 1965  | 15. Dezember 1966   | war für den operativen Einsatz vorgesehen, hat sich aber nicht bewährt |
| Friedrich Schürer – S 173      | U-Boot-Klasse 202                                         | 6. April 1966     | 15. Dezember 1966   | siehe Techel |
| U 4 – S 183                    | U-Boot-Klasse 205                                         | 19. November 1962 | 1. August 1974      | |
| U 5 – S 184                    | U-Boot-Klasse 205                                         | 4. Juli 1963      | 17. Mai 1974        | |
| U 6 – S 185                    | U-Boot-Klasse 205                                         | 4. Juli 1963      | 22. August 1974     | |
| U 7 – S 186                    | U-Boot-Klasse 205                                         | 16. März 1964     | 30. September 1965  | |
| U 8 – S 187                    | U-Boot-Klasse 205                                         | 22. Juli 1964     | 9. Oktober 1974     | |
| U 1 – S 180 (II)               | U-Boot-Klasse 205 (modifiziert)                           | 26. Juni 1967     | 29. November 1991   | Ersatzbau für U 1 der Klasse 201. Ab 1988 Umbau zum weltweit ersten U-Boot mit Brennstoffzellenantrieb (AIP=Air Independent Propulsion). Die erfolgreiche Erprobung war Voraussetzung für den Bau der Klasse 212. 1990 Ausbau der Brennstoffzellenanlage und normaler Flotteneinsatz. Nach AD-Stellung Übernahme durch HDW und Einbau/Erprobung eines AIP Antriebes auf der Basis 'Closed Cycle Diesel Engine', ebenfalls erfolgreich. Danach verschrottet. |
| U 2 – S 181 (II)               | U-Boot-Klasse 205 (modifiziert)                           | 11. Oktober 1966  | 19. März 1993       | Ersatzbau für U 2 der Klasse 201 |
| U 9 – S 188                    | U-Boot-Klasse 205 (modifiziert)                           | 11. April 1967    | 3. Juni 1993        | Ausstellungsstück im Technikmuseum Speyer |
| U 10 – S 189                   | U-Boot-Klasse 205 (modifiziert)                           | 28. November 1967 | 11. März 1993       | Ausstellungsstück im Deutschen Marinemuseum Wilhelmshaven |
| U 11 – S 190                   | U-Boot-Klasse 205 (modifiziert)                           | 21. Juni 1968     | 30. Oktober 2003    | Ausstellungsstück im Museum Burg/Burgstaaken auf Fehmarn |
| U 12 – S 191                   | U-Boot-Klasse 205 (modifiziert)                           | 14. Januar 1969   | 21. Juni 2005       | Umbau zur Klasse 205B |
| U 13 – S 192                   | U-Boot-Klasse 206                                         | 19. April 1973    | 23. September 1997  | |
| U 14 – S 193                   | U-Boot-Klasse 206                                         | 19. April 1973    | 23. September 1997  | |
| U 15 – S 194                   | U-Boot-Klasse 206                                         | 17. Juli 1974     | 14. Dezember 2010   | Beginn des Umbaus zur Klasse 206 A am 27. November 1989 |
| U 16 – S 195                   | U-Boot-Klasse 206                                         | 9. November 1973  | 31. März 2011       | Beginn des Umbaus zur Klasse 206 A am 14. März 1988 |
| U 17 – S 196                   | U-Boot-Klasse 206                                         | 28. November 1973 | 14. Dezember 2010   | Beginn des Umbaus zur Klasse 206 A am 18. September 1989 Ausstellungsstück im Technikmuseum Sinsheim |
| U 18 – S 197                   | U-Boot-Klasse 206                                         | 19. Dezember 1973 | 31. März 2011       | Beginn des Umbaus zur Klasse 206 A am 4. April 1990 |
| U 19 – S 198                   | U-Boot-Klasse 206                                         | 9. November 1973  | 23. August 1998     | |
| U 20 – S 199                   | U-Boot-Klasse 206                                         | 24. Mai 1974      | 26. September 1996  | |
| U 21 – S 170                   | U-Boot-Klasse 206                                         | 16. August 1974   | 3. Juni 1998        | |
| U 22 – S 171                   | U-Boot-Klasse 206                                         | 26. Juli 1974     | 18. Dezember 2008   | Beginn des Umbaus zur Klasse 206 A am 9. Januar 1989 |
| U 23 – S 172                   | U-Boot-Klasse 206                                         | 2. Mai 1975       | 31. März 2011       | Beginn des Umbaus zur Klasse 206 A am 10. August 1987 |
| U 24 – S 173                   | U-Boot-Klasse 206                                         | 16. Oktober 1974  | 31. März 2011       | Beginn des Umbaus zur Klasse 206 A am 6. Juli 1987 |
| U 25 – S 174                   | U-Boot-Klasse 206                                         | 14. Juni 1974     | 31. Januar 2008     | Beginn des Umbaus zur Klasse 206 A am 29. August 1988 |
| U 26 – S 175                   | U-Boot-Klasse 206                                         | 13. März 1975     | 9. November 2005    | Beginn des Umbaus zur Klasse 206 A am 2. Juli 1990 |
| U 27 – S 176                   | U-Boot-Klasse 206                                         | 16. Oktober 1974  | 13. Juni 1996       | |
| U 28 – S 177                   | U-Boot-Klasse 206                                         | 18. Dezember 1974 | 30. Juni 2004       | Beginn des Umbaus zur Klasse 206 A am 17. April 1989 |
| U 29 – S 178                   | U-Boot-Klasse 206                                         | 27. November 1974 | 31. Dezember 2006   | Beginn des Umbaus zur Klasse 206 A am 1. Juni 1987 |
| U 30 – S 179                   | U-Boot-Klasse 206                                         | 13. März 1975     | 31. Januar 2007     | Beginn des Umbaus zur Klasse 206 A am 30. Mai 1988 |
| Jonas                          | Klasse 746                                                | 1984              | 1994                | ehemals HSwMS Valen 1984 als Erprobungsträger und für die Marine zur Zieldarstellung (Torpedoscheibe) im Einsatz als Ersatz für Wilhelm Bauer |
| Narwal                         | „Unterwasserfahrzeug zur Verbringung von Tauchern“ (UWTG) | 1991              | 1996                | Nur Erprobung bei der WTD 71, keine militärische Indienststellung |

### Im Dienst stehende U-Boote

Diagramm zur Visualisierung des Bestandes an im Dienst befindlichen U-Booten (Stand: November 2021)

| Bezeichnung  | Klasse              | Indienststellung | Bemerkung                                                                       |
| ------------ | ------------------- | ---------------- | ------------------------------------------------------------------------------- |
| U 31 – S 181 | U-Boot-Klasse 212 A | 19. Oktober 2005 | Stapellauf am 20. April 2002; erstes U-Boot mit Brennstoffzellen-Hybrid-Antrieb |
| U 32 – S 182 | U-Boot-Klasse 212 A | 19. Oktober 2005 |                                                                                 |
| U 33 – S 183 | U-Boot-Klasse 212 A | 13. Juni 2006    |                                                                                 |
| U 34 – S 184 | U-Boot-Klasse 212 A | 3. Mai 2007      |                                                                                 |
| U 35 – S 185 | U-Boot-Klasse 212 A | 23. März 2015    | Kiellegung am 21. August 2007 bei HDW in Kiel                                   |
| U 36 – S 186 | U-Boot-Klasse 212 A | 10. Oktober 2016 | [ 9 ]                                                                           |